# Lophuromys chrysopus
Lophuromys chrysopus és un rosegador del gènere Lophuromys que viu a les muntanyes d'Etiòpia, als dos costats de la Gran Vall del Rift. Hi ha possiblement una variació entre les formes dels dos costats de la vall. Aquesta espècie pertany al subgènere Lophuromys i està relacionada amb L. aquilus i els altres membres del grup aquilus.
L. chrysopus és un Lophuromys clapat de mida mitjana amb la cua bastant llarga. La part superior del cos és marró fosc i la part superior groc fins a taronja i rosa fins a vermell a les poblacions de Harenna i Beletta. Les urpes són curtes. La llargada corporal és d'entre 99,5 i 128 mm, la llargada de la cua d'entre 71,7 i 86,5 mm, la llargada de les potes posteriors d'entre 21 i 25,2 mm, la llargada de les orelles d'entre 16 i 20 mm i el pes d'entre 30 i 65 gram. El cariotip és 2n=54, FN=60.